# Wchutiemas
Wchutiemas (ros. ВХУТЕМАС - skrót od nazwy Высшие художественно-технические мастерские – Wyższe Pracownie Artystyczno-Techniczne) – uczelnia artystyczna działająca w Moskwie w latach 1920–1930, kształcąca artystów-plastyków w kierunku wzornictwa i projektowania przemysłowego.
Powstała z połączenia dwóch moskiewskich szkół artystycznych: Moskiewskiego Instytutu im. Stroganowa oraz Moskiewskiej Szkoły Malarstwa, Rzeźby i Architektury.
W ramach uczelni działały pracownie: rzeźby, malarstwa, architektury, typografii i rzemiosła artystycznego. Do pedagogów i wykładowców Wchutiemasu należało wielu ówczesnych wybitnych artystów (a szczególnie wielu reprezentowało kierunek artystyczny konstruktywizm): Kazimierz Malewicz, Władimir Tatlin, Wasilij Kandinskij, Aleksandr Wiesnin, Aleksandr Rodczenko, Konstantin Mielnikow, Gustaw Kłucis, Antoine Pevsner, El Lissitzky, Aleksiej Szczusiew i Władimir Faworski.
Do absolwentów uczelni należeli m.in. malarze Aleksander Dejneka i Jurij Pimienow, trzej karykaturzyści 
tworzący grupę Kukryniksy: Michaił Kuprijanow, Porfiri Kryłow i Nikołaj Sokołow, reżyser filmowy Siergiej Jutkiewicz.
W 1926 roku dokonano reorganizacji Wchutiemasu i zmieniono nazwę na Wchutiein (ros. ВХУТЕИН Высший художественно-технический институт - Wyższy Instytut Artystyczno-Techniczny). W roku 1930 uczelnia została zlikwidowana ze względu na sprzyjanie awangardowym kierunkom w sztuce.
Uczelnia o nazwie Wchutiein działała również w Leningradzie w latach 1922–1930.